# Moulins-Lille
Moulins-Lille of Moulins is een plaats in het Franse Noorderdepartement en een wijk van de stad Rijsel. Moulins-Lille was een zelfstandig gemeente tot 1858, toen het bij Rijsel werd aangehecht. Onder de naam Moulins is het tegenwoordig een wijk in het zuiden van de stadskern.

## Geschiedenis
Het latere Moulins was een plattelandsgebied net ten zuiden van Rijsel, net buiten de stadsmuren en de Porte de Paris. In het gebied kwamen twee belangrijke toegangswegen naar Rijsel samen, de Rue d'Arras en de Rue de Douai. Het was een onderdeel van Wazemmes en lag een kilometer ten oosten van het centrum van de parochie Wazemmes. Vooral hier werden veel windmolens opgericht vanaf de 13de eeuw. In de volgende eeuwen werd er leprozerie gevestigd en de buitenwijk werd zo bekend onder de naam Faubourg des Malades. Later zou men van de Faubourg de Paris spreken. In het begin van de 19de eeuw telde Wazemmes een 50-tal molens, waarvan het grootste deel in het latere Moulins. Het ging vooral om olieslagerijen. Omwille van de vele molens sprak men ook van de Faubourg des Moulins.
Door de industriële revolutie werd het landelijk karakter van het gebied sterk gewijzigd. Verschillende fabrieken werden hier opgericht; hier vond men immers de ruimte die in het oude Rijsel ontbrak. De gronden bleken geschikt voor de inplanting van onder meer spinnerijen. De bevolking groeide, maar de afstand tot het centrum van de gemeente en de parochie bleef groot. Daarom besliste men in 1833 om de faubourg af te splitsen van de gemeente Wazemmes als een nieuwe zelfstandig gemeente. De nieuwe gemeente kreeg de naam Moulins, wat in 1849 Moulins-Lille werd. De gemeente bleef verder groeien als industriële arbeidersgemeente en groeide van 3100 inwoners in 1840 tot 8400 inwoners in 1858. Moulins kreeg ook een eigen parochiekerk, de Église Saint-Vincent-de-Paul, gebouwd tussen 1838 en 1841.
In 1858 werd Moulins-Lille, net als Esquermes, Wazemmes en Fives aangehecht bij Rijsel. Moulins werd opgenomen in de nieuwe versterkte stadsrand en was voortaan een wijk van de stad. In 1881 werd de Place de Condé omgedoopt tot Place Vanhoenacker. Dit plein zou de volgende decennia en bij het begin van de 20ste eeuw uitgroeien tot het nieuwe zenuwcentrum van de wijk, zeker na de oprichting van de coöperatie l'Union de Lille, die er gevestigd was. In 1897 verdween de laatste molen in Moulins.
Tijdens de Eerste Wereldoorlog, in de nacht van 10 op 11 januari 1916 werd Moulins getroffen door een zware ontploffing in een arsenaal met de naam "Bastion des 18 Ponts". De kruitmagazijn telde 18 tongewelven op twee verdiepingen, vandaar de naam, en werd door de Duitsers tijdelijk gebruikt als munitiedepot. De zware ontploffing richtte een grote ravage aan. Meer dan 700 huizen en 21 fabrieken werden vernield en men telde meer dan 100 burgerslachtoffers.
Vanaf de jaren 70 verdween de industrie verder uit Moulins. In 1983 verdween een symbool uit de geschiedenis van Moulins, toen de Église Saint-Vincent-de-Paul werd gesloopt. Een nieuwe kerk werd geïntegreerd in een van de oude spinnerijen van de groep Le Blan, als onderdeel van de industriële reconversie van Moulins.

## Bezienswaardigheden
- De voorgevel van het vroegere gebouw van de Union de Lille. Enkel de gevel is nog bewaard, binnenin bevindt zich nu een warenhuis.
- Het Hôtel de Courmons, gebouwd in 1869

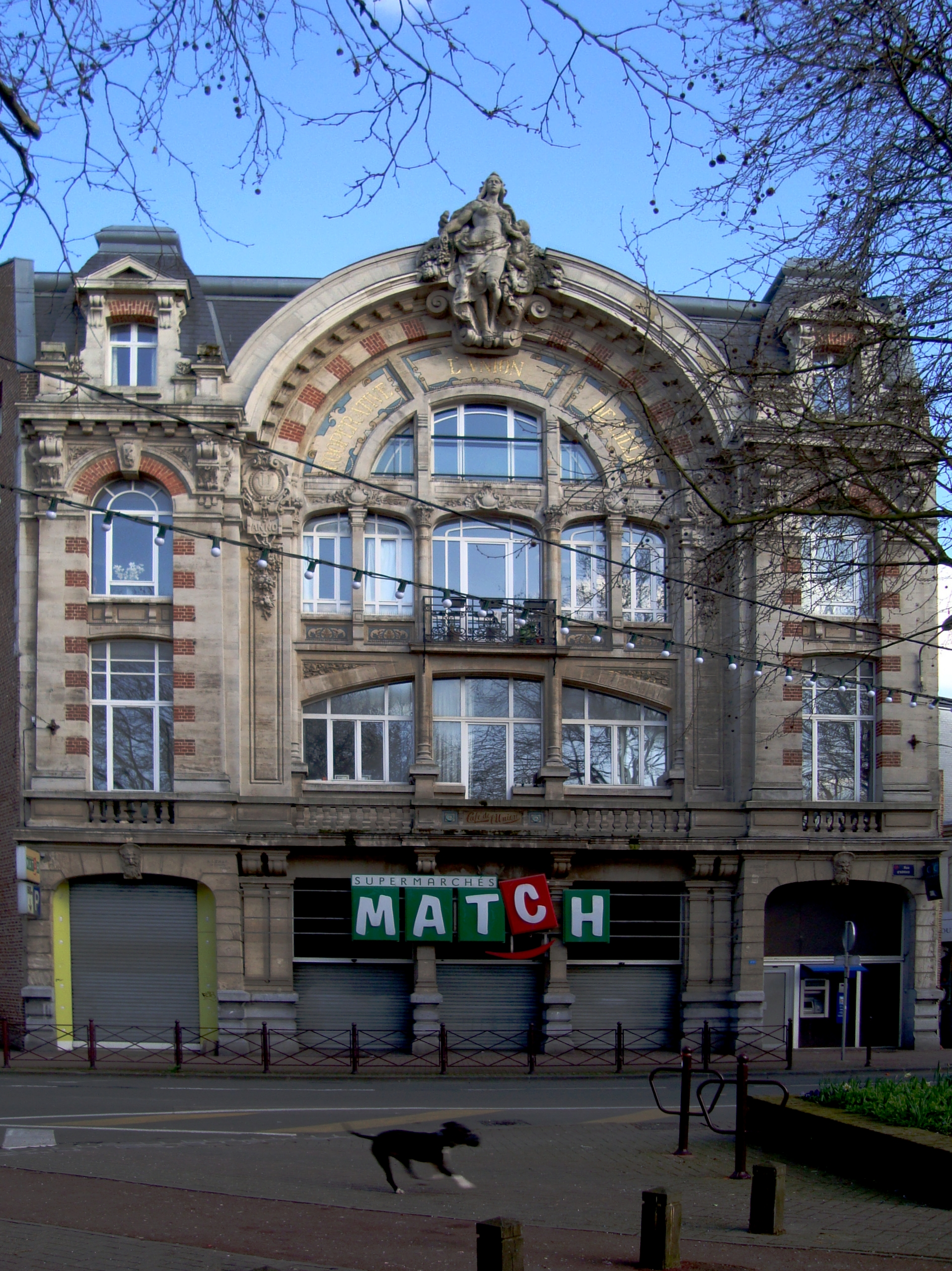
Voorgevel van het voormalig gebouw van de Union de Lille
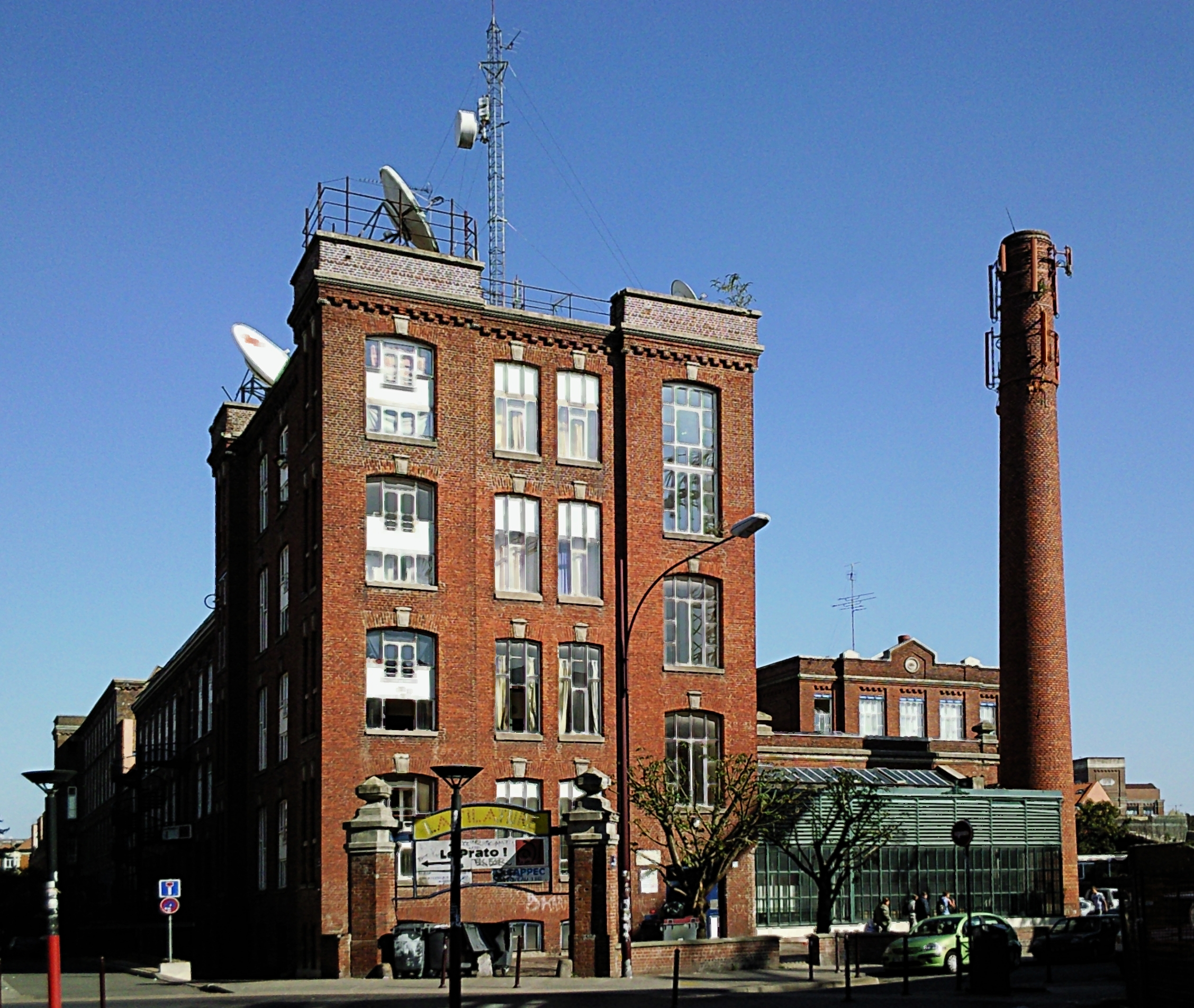
La Filature, reconversie van oude fabrieksgebouwen
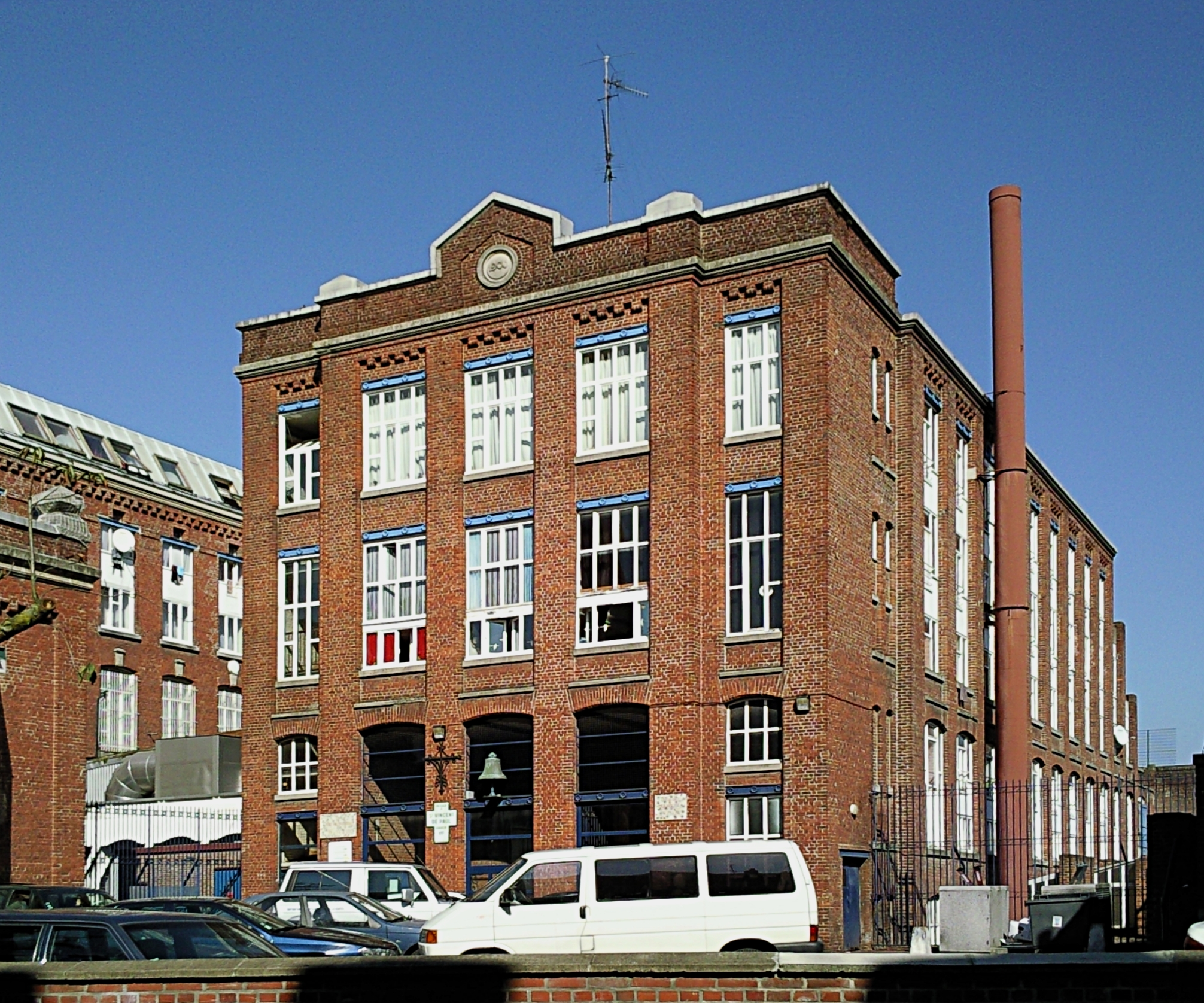
Huidige Église Saint-Vincent-de-Paul in de oude fabrieksgebouwen
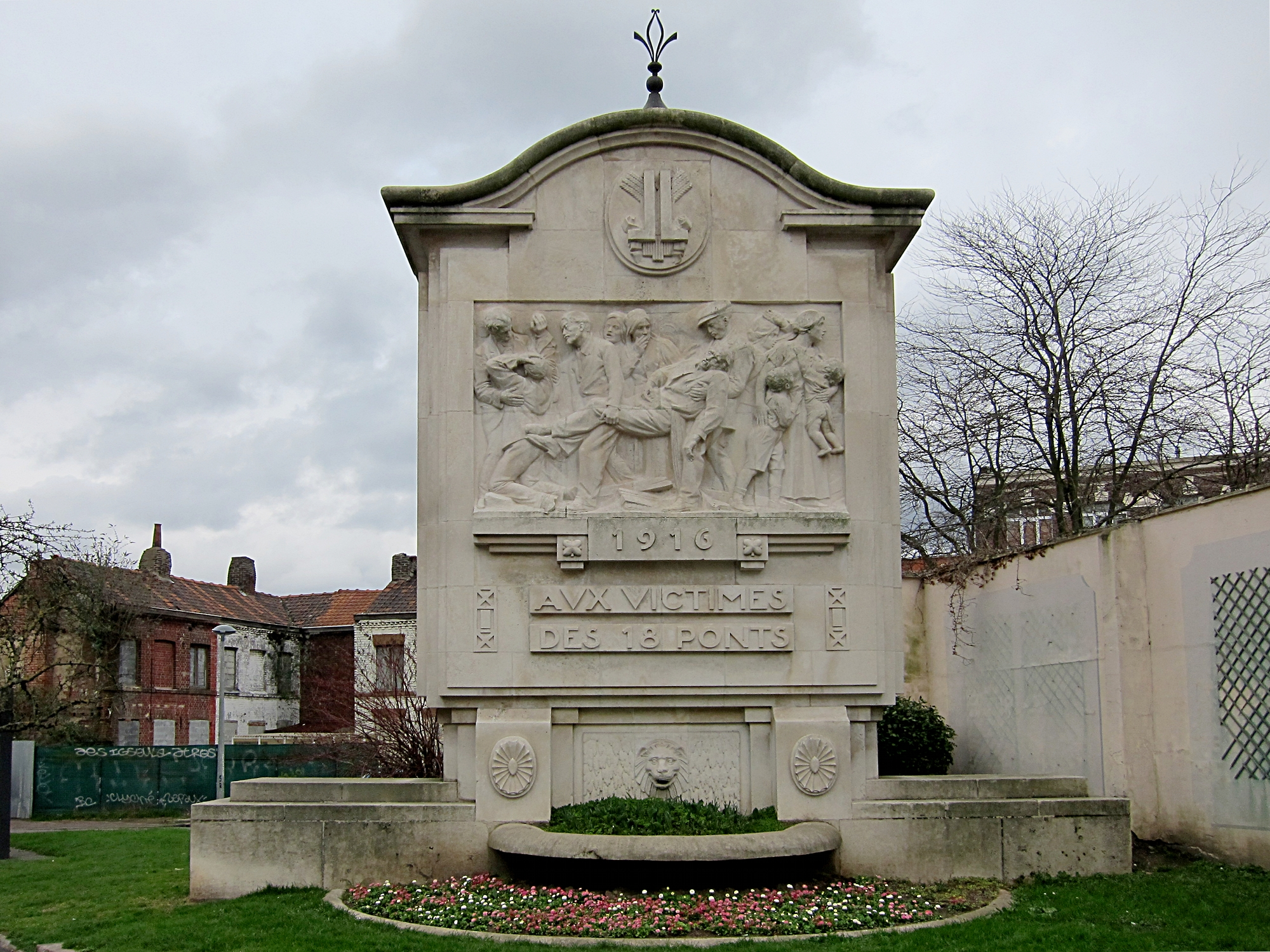
Monument voor de slachtoffers van de ontploffing van "18 Ponts"

## Onderwijs
In Moulins zijn een aantal onderwijsinstellingen gevestigd, zoals het Sciences Po Lille of Institut d'études politiques de Lille, en de faculteit rechten van de Université Lille II.